# Никола Славев
Никола Георгиев Славев е български офицер, бригаден генерал.

## Биография
Роден е на 26 ноември 1953 г. в разградското село Тертер. През 1971 г. завършва Техникума по корабостроене, а през 1975 г. и Висшето народно военно училище „Васил Левски“ във Велико Търново във випуск „Дравски-1975“. Започва службата си като командир на взвод в 1 рота на 53 мотострелкови полк в Болярово. От 1978 до 1981 г. е командир на 3 рота. Между 1981 и 1982 е началник-щаб и командир 3 мотострелкови батальон в Грудово. В периода 1983 – 1985 г. учи във Военната академия в София. След това става командир на учебен мотострелкови батальон в Ямбол. Между 1986 и 1989 г. е последователно помощник-началник и заместник-началник на оперативен отдел в щаба на трета армия в Сливен. От 1989-до 1991 г. е началник-щаб на 7 мсд в Ямбол. От 1991 до 1996 г. е началник на оперативен отдел към щаба на трета армия. През 1996 и 1997 г. учи във Военната академия на Генералния щаб на Русия. На 1 септември 1997 г. е назначен за командир на Седма мотострелкова дивизия. На 7 юли 2000 г. е освободен от длъжността командир на Седма мотострелкова дивизия.
От 2002 до 2003 г. е началник на щаба на трети армейски корпус. На 25 април 2003 г. е назначен за командир на Командване „Изток“ и удостоен с висше военно звание бригаден генерал. На 4 май 2005 г. е освободен от длъжността командир на Командване „Изток“ и назначен за началник на Главно оперативно управление в Генералния щаб на Българската армия, на която длъжност е до 2006 година. На 25 април 2006 г. е назначен за началник на управление „Операции“ в Генералния щаб на Българската армия, считано от 1 юни 2006 г. На 26 април 2007 г. е освободен от длъжността началник на управление „Операции“ в Генералния щаб на Българската армия. От 2007 до 2010 е аташе по отбраната на Р. България в Украйна. Напуска БА през 2010 г. поради достигане на пределна възраст. Живее в гр. Сливен. Награждаван е с Награден знак „За вярна служба под знамената“ – II и I степен, почетен знак на МО „Свети Георги“, огнестрелно и хладно оръжия, парични и предметни награди и медали.

## Военни звания
- Лейтенант (1975)
- Старши лейтенант (1978)
- Капитан (1982)
- Майор (1987)
- Подполковник (1991)
- Полковник (1996)
- Бригаден генерал (25 април 2003)